# Gietersen
In de tweede helft van de 18e eeuw trokken inwoners van Giethoorn en andere plaatsen uit de Kop van Overijssel (Wanneperveen, Kalenberg) naar het zuiden van Friesland, waar ze bekend werden als Gietersen.
Deze Gietersen waren verveners en gebruikten de baggerbeugel voor de turfwinning. Zij vestigden zich in het Friese laagveengebied in de grietenij Haskerland (plaatsen: Oudehaske, Nijehaske, Sintjohannesga, Rotsterhaule). Het Nannewijd is door deze vervening ontstaan. Later volgden ook de grietenijen Schoterland, Aengwirden, Opsterland, Doniawerstal, en Lemsterland (plaats Oosterzee). De Gietersen namen hun taal, het Gieters, mee naar Friesland. Toen de Gietersen overgingen op het Fries, beïnvloedden ze het Woudfries. Zo worden de stijgende diftongen ua en uo voor b, p, f en m uitgesproken als ja en jo, maar niet altijd.
In het begin van de 19e eeuw bezaten zij (dan wel mannelijke nakomelingen van de eerste of tweede generatie) bijna alle veengebieden in Friesland. Zodra de turf was afgegraven, trok men verder naar nieuwe plekken om turf af te graven en werden de afgegraven gebieden ontwaterd om in cultuur te brengen (landbouwgrond). Vele generaties gingen de verveningen achterna. Toen het meeste in Friesland in cultuur was gebracht, vertrok men naar Weststellingwerf om daar nog te vervenen. Maar ook trok men verder naar locaties in Oost-Drenthe (Steenwijksmoer, Zuidwolde) of Overijssel (Avereest, Gramsbergen). Toen ook daar het veen langzaam opraakte of minder verdiende, kwamen er vele terecht in de textielindustrie in Twente. 